# Arnavut ciğeri

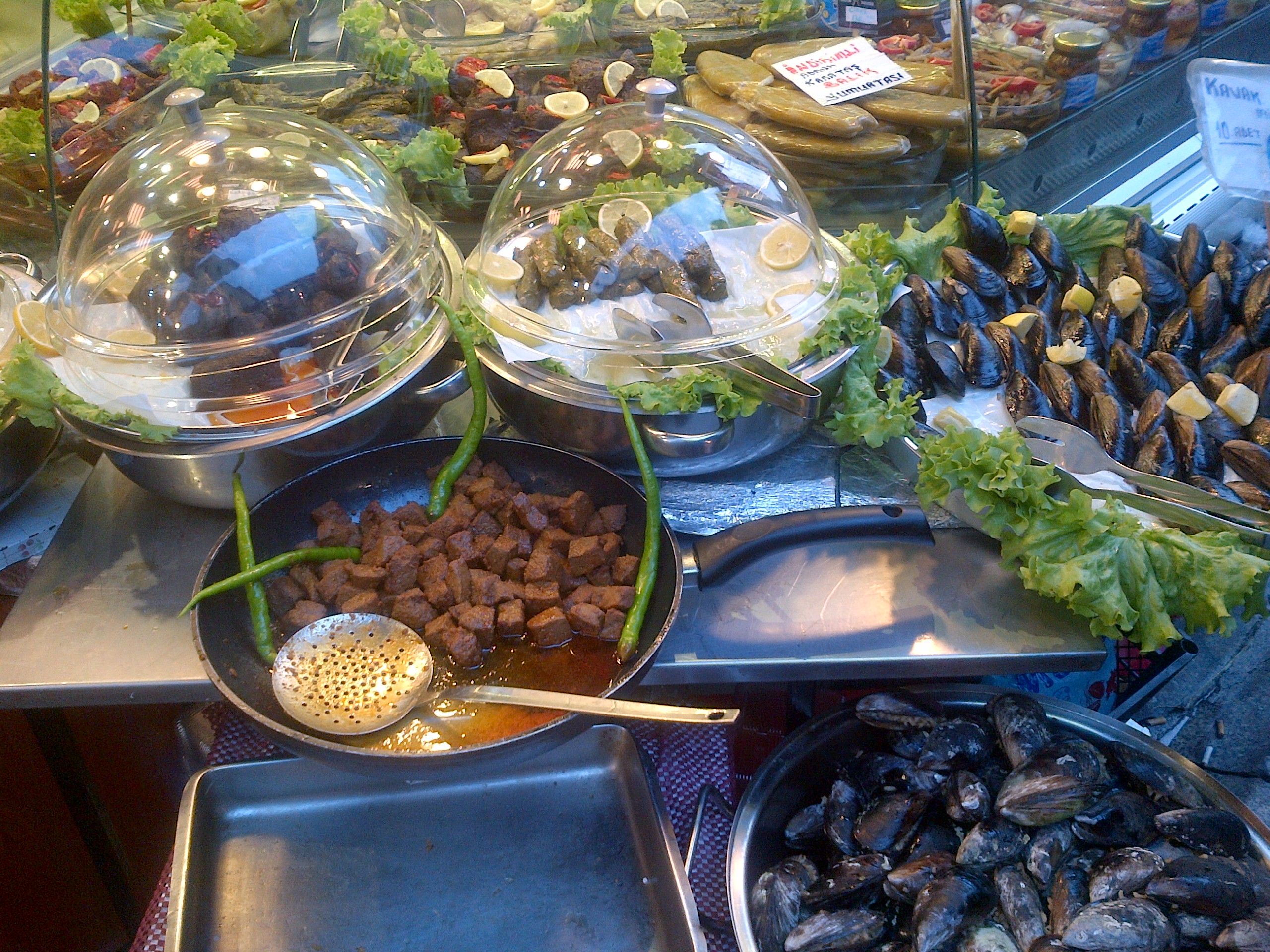
Arnavut ciğeri (al davant, a l'esquerra) amb d'altres mezes com ara yaprak sarma i midye dolma al mercat de Kadıköy, Istanbul.

Arnavut ciğeri és un plat tipus meze de la cuina turca fet a base de fetge d'ovella o de vedella.
El nom significa "fetge a l'albanesa" en turc.

## Preparació
El fetge es pela i es talla en cubs. Cal netejar bé els cubs, i deixar que s'escorrin en un colador. Quan estan secs es cobreixen de farina de blat i es fregeixen en oli de cuinar. Després es treuen de l'oli i es deixen refredar. S'afegeix pebrot vermell (dolç) en pols a l'oli calent i abans que es cremi s'espolsa sobre els cubs de fetge. Tot junt se serveix amb ceba matada i julivert picolat. Aquest plat es consumeix fred.